# Тітківці
Ті́тківці — село в Україні, в Закарпатській області, Міжгірській селищній громаді.

## Географія
На північно-східній стороні від села бере початок річка Бескидовець.

## Назва
Перша згадка у 1828 як Titkovecz. Інші згадки: 1850 — Ditkovitz, 1851 — Titkovecz, 1852 — Ditkovicz, 1853 — Ditkovitz, 1882 — Titkovecz, 1898 — Titkovec, 1907 та 1913 — Titokvölgy, 1944 — Titkovec, Титковец, 1983 — Тітківці, Титковцы.

## Храми села

### Церква святого Івана Хрестителя (1905 рік)
Невелику дерев'яну церкву рідкісної форми та гарних пропорцій збудував майстер з Верхнього Бистрого Василь Ковбашин на прізвисько Сус (Ісус) у 1905 р. (за написом на одвірку). Прізвисько отримав за свою високу майстерність та вміння допомогти в будь-яких скрутних випадках.
Майстерна робота відчутна і в ладному зрубі, і в гарно поставленому шатровому верхові, і в таких художніх деталях, як одвірок дверей, аркада голосниць (закрита дощаними прикривками від непогоди), профільована лиштва під аркадою.
При вході влаштовано малесенький закритий ґанок. Нава має аркове склепіння, три дверні отвори без дверей ведуть до вівтаря. Тут зберігається доброї роботи дерев'яний вівтар, процесійний хрест, хоругви.
У другому ярусі висить багато орнаментований дзвін, виготовлений у Будапешті Ференцом Турі в 1905 р. На дзвоні дата — 1815 і напис, який повідомляє, що «Сей звон купила раба божа Вікторі Параца тачка Симеонова вдова за отпущеніє гріхів года 1905». Дзвін має своєрідний тремтливий голос і чарівну здатність розганяти хмари.
Колишня церківця тепер служить дзвіницею біля збудованої в 1931 р. православної церкви.

### Церква святого Івана Предтечі (1931 рік)
Церква і дзвіниця в Тітківцях творять мальовничий ансамбль дерев'яних споруд. Церкву збудували з дотриманням усіх законів будівництва традиційної тридільної, дерев'яної церкви. Всі три частини вкриті спільним двосхилим дахом. Над бабинцем здіймається низька вежа з одним приплюснутим куполом і невеличкою главкою.
Посвятили фундамент 29 квітня 1931 року. Церкву збудувала талановита родина Форосів. Очолював будівництво Василь Форос. Разом з ним працювали його сини Степан і Федір та стричаники Федір і Юрко. Форос запропонував людям центрально-купольний храм з цибулястою банею, але громада схилилася до базилічної форми. Організував будівництво куратор Василь Фулитка.
Іконостас імітовано трафаретом по картону, яким вкрито стіни, а досить добрі ікони намалював місцевий художник Федір Форос Петрів.
На початку 1980-х років дах і опасання церкви вкрили бляхою, зруби оббили вертикально дошками. Дзвіницею служить колишня мініатюрна дерев'яна церква, збудована В. Ковбашиним у 1915 році. Її головний об'єм — традиційно двоярусний (нижній ярус зрубний, верхній — каркасний), вкритий восьмисхилим шатром; з західного фасаду влаштовано прибудову з дощок, дахом якій служить опасання, а зі східного фасаду прибудовано зруб (вівтар) під двосхилим дахом, гребінь якого впирається в нижній край шатрового завершення.

## Населення
Згідно з переписом УРСР 1989 року чисельність наявного населення села становила 227 осіб, з яких 113 чоловіків та 114 жінок.
За переписом населення України 2001 року в селі мешкало 205 осіб.

### Мова
Розподіл населення за рідною мовою за даними перепису 2001 року:
| Мова       | Відсоток |
| ---------- | -------- |
| українська | 99,02 %  |
| російська  | 0,98 %   |